# لارنس آتی-زیگی
لارنس آتی-زیگی (انگلیسی: Lawrence Ati-Zigi؛ زادهٔ ۲۹ نوامبر ۱۹۹۶) بازیکن فوتبال اهل غنا است.
از باشگاه‌هایی که در آن بازی کرده‌است می‌توان به باشگاه فوتبال ردبول زالتسبورگ اشاره کرد.
وی همچنین در تیم‌های ملی فوتبال Ghana national under-20 football team و غنا بازی کرده‌است.